# Dean Steinkuhler
Dean Elmer Steinkuhler (* 27. Januar 1961 in Burr, Nebraska) ist ein ehemaliger US-amerikanischer American-Football-Spieler auf der Position des Tackle. Er spielte für die Houston Oilers in der National Football League (NFL).

## Familie
Steinkuhler wurde als Sohn von Elmer Steinkuhler und Maxine Weyers in dem kleinen, damals nur 110 Einwohner zählenden Ort Burr, Nebraska geboren. Am 14. Juni 1981, noch zu College-Zeiten, heiratete er seine rund drei Jahre ältere, gleichfalls aus Nebraska stammende Partnerin. Aus der Ehe gingen zumindest zwei Söhne hervor, die gleichfalls erfolgreich College Football an der University of Nebraska spielten.

## Frühe Jahre
Steinkuhler ging in Sterling, Nebraska, auf die Highschool. Später besuchte er die University of Nebraska, wo er 1983 im Collegefootball die Outland Trophy und den Lombardi Award gewann, nachdem ein Jahr zuvor Dave Rimington das Gleiche bei der University of Nebraska gelungen war. Bis heute gelang dies keiner anderen Universität in den Vereinigten Staaten. Grundlage für Steinkuhlers Auszeichnungen waren seine Leistungen als Right Guard in der Offensive Line: Er trug maßgeblich dazu bei, dass seine Nebraska Cornhuskers 1983 durchschnittlich mehr als 50 Punkte pro Spiel erzielten, der Bestwert unter allen College-Teams; mit seiner Blockarbeit ebnete er dem Tailback Mike Rozier mitentscheidend den Weg zu 2148 Rushing Yards (mit Ball erlaufener Raumgewinn) und 29 Touchdowns, jeweils Höchstwerte in der Geschichte des Teams.
Zu Beginn seiner Collegezeit wog Steinkuhler, der an der Highschool noch Fullback gespielt hatte, bei einer Größe von 190 cm erst 97 Kilogramm; durch intensive Arbeit im Kraftraum trainierte er sich am College eine erhebliche Muskelmasse an, kam auf 123 Kilogramm Gewicht, behielt aber dennoch seine Agilität: Den 40-Yard-Sprint absolvierte er in unter 4,7 Sekunden.
Im Orange Bowl am 2. Januar 1984, im Spiel gegen das Collegefootballteam der University of Miami, erlangte er zusätzliche Bekanntheit für den Trickspielzug Fumblerooski, mit dem der großgewachsene, schwere Guard 19 Yards zu einem Touchdown in die Endzone lief. Dennoch verlor sein Team das Spiel mit 30:31.
Bei den Nebraska Cornhuskers spielte Steinkuhler unter dem langjährigen Erfolgstrainer Tom Osborne, der das Team ununterbrochen von 1973 bis 1997 coachte; mit 255 Siegen bei nur 49 Niederlagen und 3 Unentschieden wurde er zu einem der erfolgreichsten Trainer des College Footballs und vertrat Nebraska später im US-Repräsentantenhaus. Im College Team spielte Steinkuhler mit mehreren, später ebenfalls in der NFL erfolgreichen Schlüsselspielern zusammen wie dem Wide Receiver Irving Fryar, dem Center Dave Rimington und dem Running Back Mike Rozier. Steinkuhler zu Ehren wird seine Rückennummer 71 von der University of Nebraska im Collegefootball nicht mehr vergeben.

## NFL
Im NFL Draft der Saison 1984 wurde Steinkuhler von den Houston Oilers ausgewählt, die im Bundesstaat Texas ansässig waren. Aufgrund seiner herausragenden Leistungen im College-Football und wegen der damaligen Oilers-Philosophie, vorrangig die Offensive Line zu stärken, erfolgte die Wahl bereits in der ersten Runde an zweiter Stelle. Dort stand er ununterbrochen acht Spielzeiten lang unter Vertrag und absolvierte 100 NFL-Profispiele, davon 77 als Starter; teils wurde er als Guard eingesetzt, teils als Offensive Tackle. Nach Abschluss der NFL-Saison 1991 beendete er seine Profikarriere.
Steinkuhler stieß 1984 in einer schwierigen Zeit zu den Oilers: Nachdem sie zunächst seit 1970 über acht Spielzeiten hinweg die Playoffs verpasst hatten, folgten bis 1980 drei erfolgreiche Jahre mit Playoff-Teilnahmen. 1978 und 1979 konnten sie jeweils das Wildcard-Game und danach das Spiel um den Divisional-Titel gewinnen, scheiterten dann jedoch im Kampf um den AFC-Titel und den Einzug in den Super-Bowl jeweils an den Pittsburgh Steelers, 1978 dem späteren Champion. Nach einem personellen Umbruch waren die Jahre bis einschließlich der Saison 1986 recht enttäuschend und mühevoll, da sich die talentierte, aber noch junge, unerfahrene Mannschaft erst finden musste: Ab 1982 stärkten die Oilers gezielt ihre Offensive Line, zunächst 1982 mit dem Guard und späteren Hall of Famer Mike Munchak, der als First Round Pick von der Pennsylvania State University verpflichtet wurde und seine gesamte Laufbahn von zwölf Spielzeiten bei den Oilers verbrachte, dann 1983 mit dem First Round Pick und späteren Hall of Famer Bruce Matthews von der University of Southern California, der sogar 19 Spielzeiten bei den Houston Oilers und deren Nachfolgern Tennessee Oilers und Tennessee Titans blieb. Steinkuhler war 1984 der dritte First Round Pick in Folge für die Offensive Line; wegen der Konkurrenz auf der Guard-Position und Steinkuhlers Beweglichkeit wurde er dort zum Offensive Tackle „umgeschult“.
Auch dank der vielversprechenden Offensive Line um Munchak, Matthews und Steinkuhler konnten die Oilers, ebenfalls noch 1984, den späteren Hall of Famer Warren Moon als Free Agent, also nicht mehr vereinsgebundenen Spieler, für die Position des Quarterbacks verpflichten, ferner 1985 als Running Back Mike Rozier, Steinkuhlers früheren College-Teamkollegen. Nach einem Trainerwechsel am Ende der Saison 1985 stellte sich schließlich ein längerfristiger Erfolg ein: Ab 1987 erreichten die Oilers für sieben aufeinanderfolgende Spielzeiten die Playoffs, 1991 sogar erstmals als Meister der AFC Central Division mit 11 Siegen bei nur 5 Niederlagen. In drei von sechs Jahren gewannen sie ihr Wildcard-Spiel; ihre vier Spiele um den AFC-Divisional-Titel verloren sie teilweise nur knapp und unglücklich.
Steinkuhlers frühe NFL-Karriere wurde von einer schweren Knieverletzung überschattet, die er sich im Spiel 10 seiner Premierensaison zuzog; er fiel nicht nur die verbliebenen sechs Saisonspiele aus, sondern auch die gesamte Saison 1985: Mit drei Siegen bei 13 Niederlagen 1984 bzw. 5 Siegen bei 11 Niederlagen 1985 blieben beide Jahre deutlich hinter den Erwartungen. In seiner Biografie bezeichnet sein Teamkollege Bruce Matthews den „Rookie“ Steinkühler als „echten Hengst“, als ungezügelt und stürmisch; ungeachtet seiner späteren Erfolge sei er nach der schweren Knieverletzung jedoch „nicht mehr derselbe“ gewesen.
Gleichwohl war Steinkuhlers Blockarbeit in den Folgejahren mitentscheidend für das erfolgreiche Spiel des offensiven, passstarken Quarterbacks Warren Moon, der 1989 mit der Walter Payton Man of the Year Award und 1990 mit dem NFL Offensive Player of the Year Award ausgezeichnet wurde. In seiner Karriere bei den Oilers gelangen Steinkuhler auch vier Fumble Recoveries, Rückeroberungen von Bällen, die bei eigenen Angriffsversuchen unfreiwillig oder unter gegnerischem Druck fallengelassen oder herausgeschlagen wurden; anders als beim legendären „Fumblerooski“ zu Collegezeiten gelang ihm dabei jedoch kein nochmaliger Touchdown oder auch nur zusätzlicher Raumgewinn.
Munchak, Matthews und Steinkuhler verband während ihrer gemeinsamen Zeit bei den Oilers eine kameradschaftliche, vertrauensvolle Freundschaft. Als großgewachsene, kräftige Line-Spieler, die stark von der Physis, weniger von der Ausdauer und Athletik lebten, galten sie in der Mannschaft als „Teambuilder“, die an ihrem Kameradschaftstag unter der Woche oder nach den Spielen – auch „zur Befreiung vom Erwartungsdruck“ – gerne, wie damals in der Liga noch weit verbreitet, „ein Bier hoben, zuweilen auch in größeren Mengen“; je nach Situation blieb Steinkuhler aber auch „gerne im Hintergrund.“

## Nach der Football-Karriere
Nach dem Ende seiner Profikarriere kehrte Steinkuhler nach Nebraska zurück. Zeitweilig war er in dem kleinen, nur rund 550 Einwohner zählenden Ort Palmyra ansässig, zeitweilig im rund 2000 Einwohner zählenden Syracuse, wo er ein Mietlager (Self Storage) zum Einlagern von Hausrat, Mobiliar etc. sowie eine Auto-Waschanlage betreibt. Noch Jahrzehnte später erhält er Autogramm-Anfragen, auch weil seine Kontaktdaten beispielsweise in speziellen Adressbüchern zu Prominenten gezielt für Sammler weiterhin verfügbar sind.